# 루이싱커피

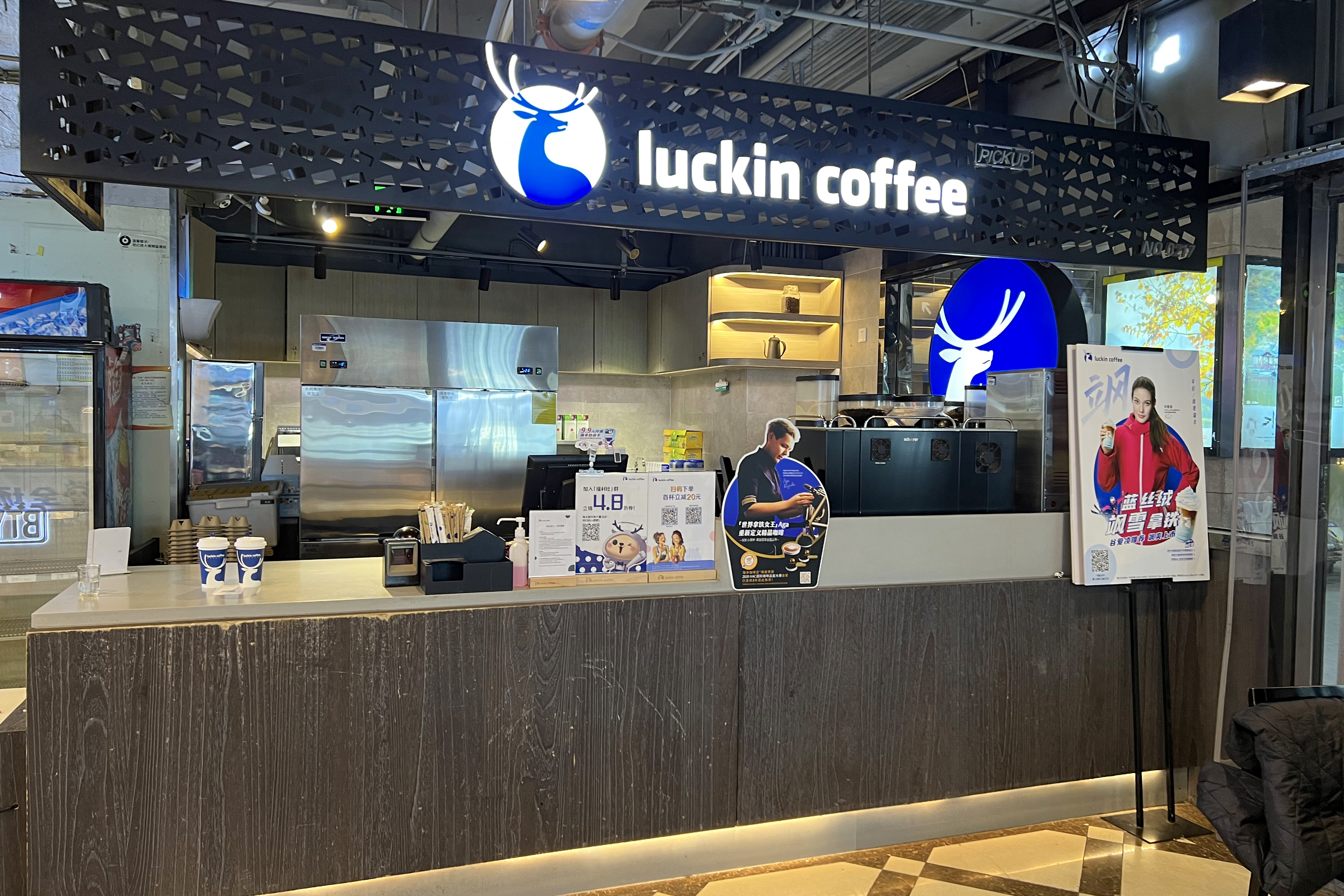

루이싱커피(중국어: 瑞幸咖啡, 병음: Ruìxìng Kāfēi 루이싱 카페이[*], 영어: Luckin Coffee)는 중국의 커피 전문점이다. 이 기업은 2017년 10월 베이징에서 설립되었으며 2018년 말에는 2,000여 개에 달하는 점포를 설립했다.
2017년 12월까지 루이싱커피 매장이 문을 열었고 2019년 말까지 중국 내에 설치된 스타벅스 매장을 추월하는 고속 성장 전략을 시작했다. 2018년 1월 1일에는 베이징시, 상하이시에 점포를 설립했고 2018년 5월 8일에는 525개 매장이 문을 열었다. 2018년 8월에는 809개 점포가 문을 열었다.
2018년 9월 6일에는 텐센트와 전략적 협정을 체결하고 자금성 내에 설치된 유일한 커피 전문점을 개설했다. 2018년 12월에는 2억 달러 규모의 신규 투자 자금을 모집했다. 2019년 5월 16일에는 나스닥에 상장되면서 거래를 시작했다.
2020 4월 회계조작 사건으로 인해 거래중지 상황